# 410 (szám)
A 410 (római számmal: CDX) egy természetes szám, szfenikus szám, a 2, az 5 és a 41 szorzata.

## A szám a matematikában
A tízes számrendszerbeli 410-es a kettes számrendszerben 110011010, a nyolcas számrendszerben 632, a tizenhatos számrendszerben 19A alakban írható fel.
A 410 páros szám, összetett szám, azon belül szfenikus szám, kanonikus alakban a 21 · 51 · 411 szorzattal, normálalakban a 4,1 · 102 szorzattal írható fel. Nyolc osztója van a természetes számok halmazán, ezek növekvő sorrendben: 1, 2, 5, 10, 41, 82, 205 és 410.
A 410 négyzete 168 100, köbe 68 921 000, négyzetgyöke 20,24846, köbgyöke 7,42896, reciproka 0,0024390. A 410 egység sugarú kör kerülete 2576,10598 egység, területe 528 101,72507 területegység; a 410 egység sugarú gömb térfogata 288 695 609,7 térfogategység.